# Jericoacoara
Jijoca de Jericoacoara (también llamado solo Jericoacoara) es un pequeño municipio ubicado en el nordeste de Brasil, en el estado de Ceará, a 300 km al oeste de Fortaleza.
Considerada una de las playas turísticas más visitadas de Brasil, populares en todo el mundo para los miles de turistas amantes de la naturaleza y el deporte. Los viajeros pueden admirar durante todo el año su naturaleza, sus ríos, lagunas y playas. Actualmente Jijoca de Jericoacoara es un importante destino turístico en el estado de Ceará y en todo Brasil. Es un pequeño pueblo de pescadores, de deportistas de windsurf y kitesurf, conocido como "el paraíso nordestino" por conservar su belleza natural intacta. Sólo se puede llegar a este lugar mediante vehículos autorizados que puedan andar por las calles de arena, y subir las grandes dunas. Hasta hace unos 20 años, Jericoacoara seguía siendo un pueblo de pescadores aislado de la ciudad, no existían carreteras, ni electricidad, ni telefonía y el dinero rara vez se utilizaba, hoy en día se puede observar una gran actividad turística y más diversidad. 

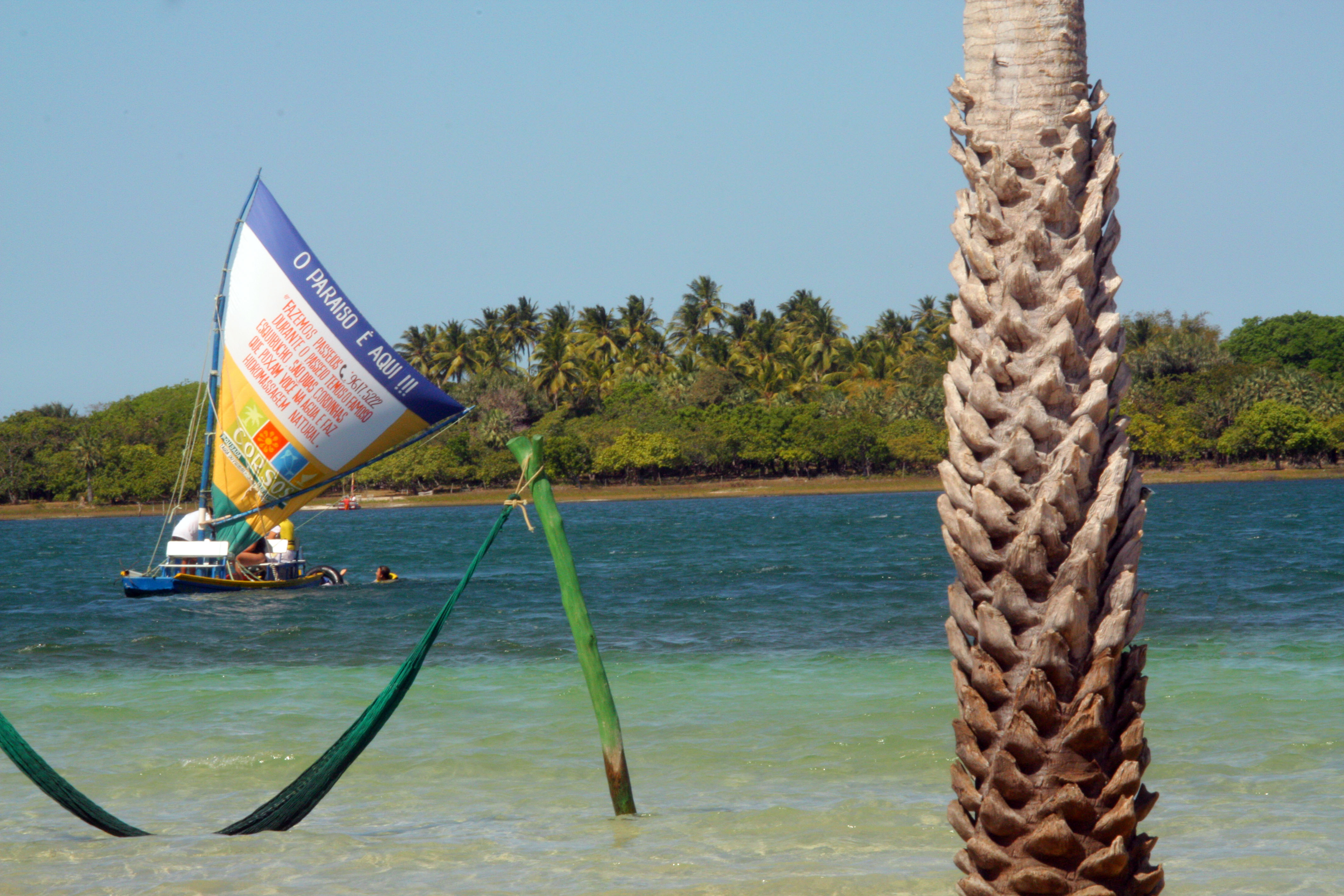

## Geografía
Las calles principales de Jericoacoara son de arena, corren paralelas una a otra y todas tienen como destino final la playa. En el centro se encuentra la Rua Principal, Al norte están la Rua do Forró (donde llegan los autobuses) y luego la Rua da Igreja (también llamada Rua da Matriz) y al sur (el lado de dunas) se encuentran la Rua São Francisco y la Rua das Dunas.
Solo se puede llegar a este lugar mediante vehículos autorizados de 4 ruedas, o mediante los Buggys que puedan andar por las calles de arena, y subir las grandes dunas.

### Clima
Cálido tropical semiárido con precipitaciones medias de 793 mm, con lluvias concentradas de enero a abril. Es húmedo, con temperaturas que oscilan los 35 y los 22 °C. La temporada de lluvias y el período de formación de charcos que van de enero a abril, es cuando la temperatura tiende a ser más fresca y la vegetación se vuelve vibrante y florida. Los vientos empiezan desde el mes de julio al mes de diciembre, con un máximo de 40 nudos en los mismos meses de agosto y septiembre.

### Recursos hídricos
Jijoca de Jericoacoara es muy afortunado con sus recursos, en especial el agua. Además del Océano Atlántico , el municipio cuenta con las siguientes fuentes hidrográficas:
- Arroyos: Guriú, Doce, Córrego do Mourão, do Paraguai, de Dentro, dos Salvianos y da Forquilha.
- Estanques: da Jijoca y das Pedras.

### Relieve
El terreno de Jericoacoara es principalmente plano, destacándose como punto más alto la Sierra Jericoacoara con 95 m de altura.

### Vegetación
La vegetación de la zona se compone de bosques en la parte trasera de las dunas (pastos y hierbas) y bandejas de vegetación, con especies de matorral mezclado con especies forestales de las tierras altas.

## Historia
Debido a su inmensa belleza, las tierras de Jericoacoara fueron las primeras en el estado de Ceará en ser colonizadas por los portugueses. En el año 1614 una expedición militar conquistó toda la zona habitada por tribus indígenas, que se dedicaban a la caza y la pesca.
En sus principios Jijoca de Jericoacoara fue fundado como una pequeña aldea que tuvo como principales actividades económicas, la agricultura y la pesca, de ahí empezó el origen de Jericoacoara. Durante varios siglos, una gran parte de estas tierras no fueron explotadas u ocupadas, esto fue lo que ayudó a mantener el estado virgen hasta ahora. 
En 1923 se construyó el pueblo de Jericoacoara y de las tierras que hoy forman el antiguo municipio de Acaraú. 
En 1984 se creó el Área de Protección Ambiental de Jericoacoara, para conservar y proteger su maravilloso entorno natural. 
A partir de este momento, el pequeño pueblo de pescadores que no superanban los 2.000 habitantes, comenzó a crecer y se levantó poco a poco, atrayendo el turismo, que se ha convertido en una de sus principales actividades económicas. 
En 1990 comenzó su emancipación política, el 17 de septiembre de 1990, se organizó un referéndo en el que la gente podía expresar su voluntad de crear un municipio autónomo. Seis meses más tarde, el 6 de marzo de 1991 se fundó la actual ciudad de Jijoca de Jericoacoara.

## Turismo
Jijoca de Jericoacoara presenta actualmente un patrimonio natural único, que proporciona una vida agradable a sus residentes, con motivo de atraer cada año a miles de turistas brasileños y extranjeros. El objetivo principal de la secretaría es llevar a cabo la gestión integral del medio ambiente, la promoción del uso racional de este patrimonio.

### Sitios turísticos

#### Playa jericoacoara
Una de las playas más populares del pueblo y considerada una de las más bellas de Brasil y del mundo, es la playa de Jericoacoara, ubicada dentro del 'Parque Nacional de Jericoacoara', donde se encuentra uno de sus principales símbolos naturales, la Duna de la puesta del sol. 

#### Pedra furada
La Piedra agujereada, traducción del portugués "pedra furada", es otra de las grandes impresiones y atracciones , es una roca de cincuenta pies de altura con un gran agujero excavado por la acción de la naturaleza. En julio, se puede ver la puesta de sol "en" el agujero de la piedra.

#### Laguna del Paraíso
Frecuentada por los amantes de los deportes acuáticos, está formada por las aguas de los ríos de Paraguay y Mourao, que se debe a la migración de dunas en la llanura costera. Es la fuente de ingresos para muchos residentes y un atractivo natural muy visitado.